# Hiiessaare
Hiiessaare (Duits: Hiesaar) is een plaats in de Estlandse gemeente Hiiumaa, provincie Hiiumaa. De plaats heeft de status van dorp (Estisch: küla).
Tot in oktober 2017 behoorde Hiiessaare tot de gemeente Pühalepa. In die maand werd de fusiegemeente Hiiumaa gevormd.

## Bevolking
Het dorp had 13 inwoners op 31 december 2011 en 26 inwoners op 31 december 2021.

## Geografie
Het dorp ligt aan de Golf van Tareste (Estisch: Tareste laht) aan de noordkust van het eiland Hiiumaa. Het bezit een haven, Roograhu sadam. De haven biedt plaats voor 15 schepen en is 2,3 meter diep.
De luchthaven Kärdla ligt voor het grootste deel op het grondgebied van Hiiessaare en voor een klein deel op het grondgebied van het buurdorp Lõbembe.
Ook het grillig gevormde onbewoonde eilandje Vissulaid ten noorden van de kaap waarop de vuurtoren staat, hoort bij het dorp.

## Geschiedenis
Hiiessaare werd voor het eerst vermeld in 1606 onder de naam Hie Knuth. Het werd ook wel Hienhof genoemd, een naam die in het begin van de 19e eeuw terugkwam als gezamenlijke naam voor de dorpen Vilivalla en Loja, die ca. 7 km zuidelijker liggen. Hiiessaare was eerst een zelfstandig landgoed, maar viel vanaf 1798 onder het landgoed Großenhof (Suuremõisa). In 1798 werd Hiiessaare genoemd als dorp Hio, in 1811 en 1834 als Hiokülla, in 1855 als Hiesaar en in 1939 als Hiiesaare.
Tussen 1977 en 1997 maakte het buurdorp Lõbembe deel uit van Hiiessaare.

## Vuurtoren
De vuurtoren staat op de kaap Hiiessaare nina, het noordelijkste deel van het dorp. Op deze plaats werd in 1876 een houten baken voor de scheepvaart neergezet. In 1891 werd een deel van het baken vernieuwd. In 1910 werd het houten baken vervangen door een stenen. Het werd tijdens de Tweede Wereldoorlog vernield. In 1953 kreeg Hiiessaare een vuurtoren. De vuurtoren is 17 meter hoog. Het licht schijnt op een hoogte van 18 meter boven de zeespiegel en is over een afstand van 10 zeemijlen zichtbaar. Tussen 1994 en 2001 was de vuurtoren buiten werking omdat in de stroomgenerator van de lamp radioactief materiaal verwerkt bleek te zijn. Toen de vuurtoren weer in bedrijf werd gesteld, werkte hij op zonne- en windenergie.
Het baken en later de vuurtoren van Hiiessaare diende in combinatie met de torenspits van Paluküla tot in de jaren zeventig van de 20e eeuw als oriëntatiepunt voor de scheepvaart naar de haven van Suuresadama.

## Foto's

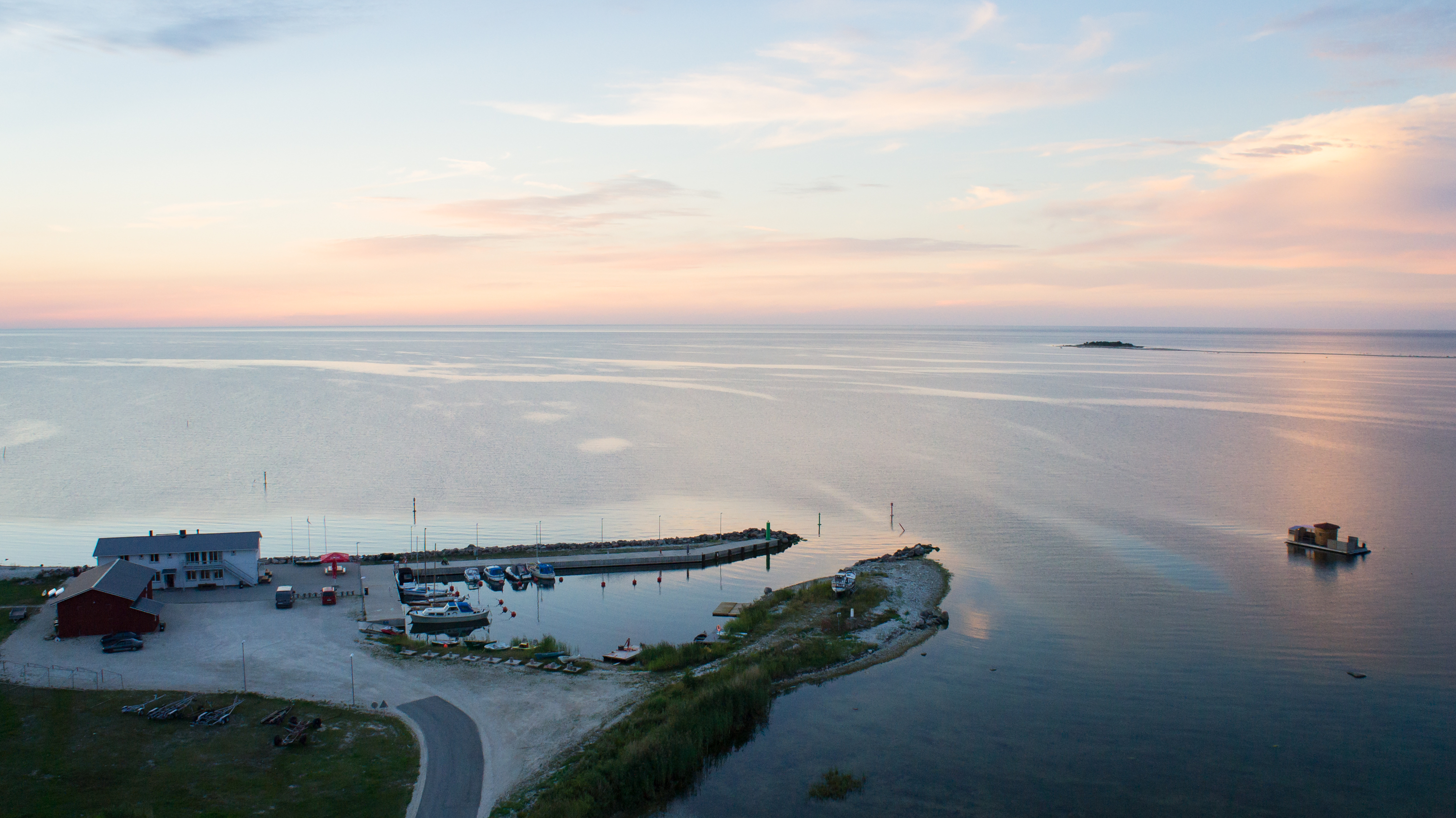
De haven Roograhu sadam
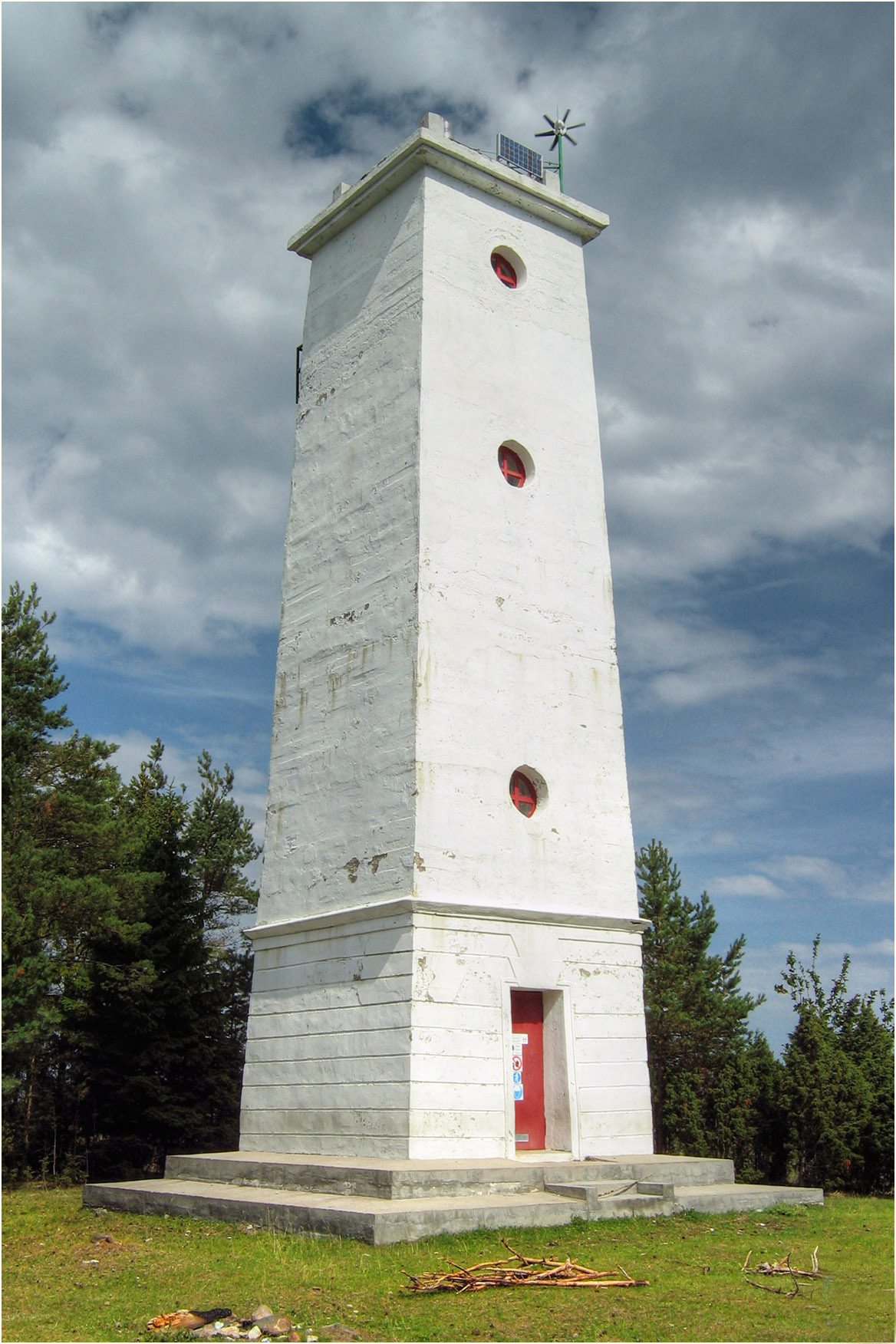
De vuurtoren
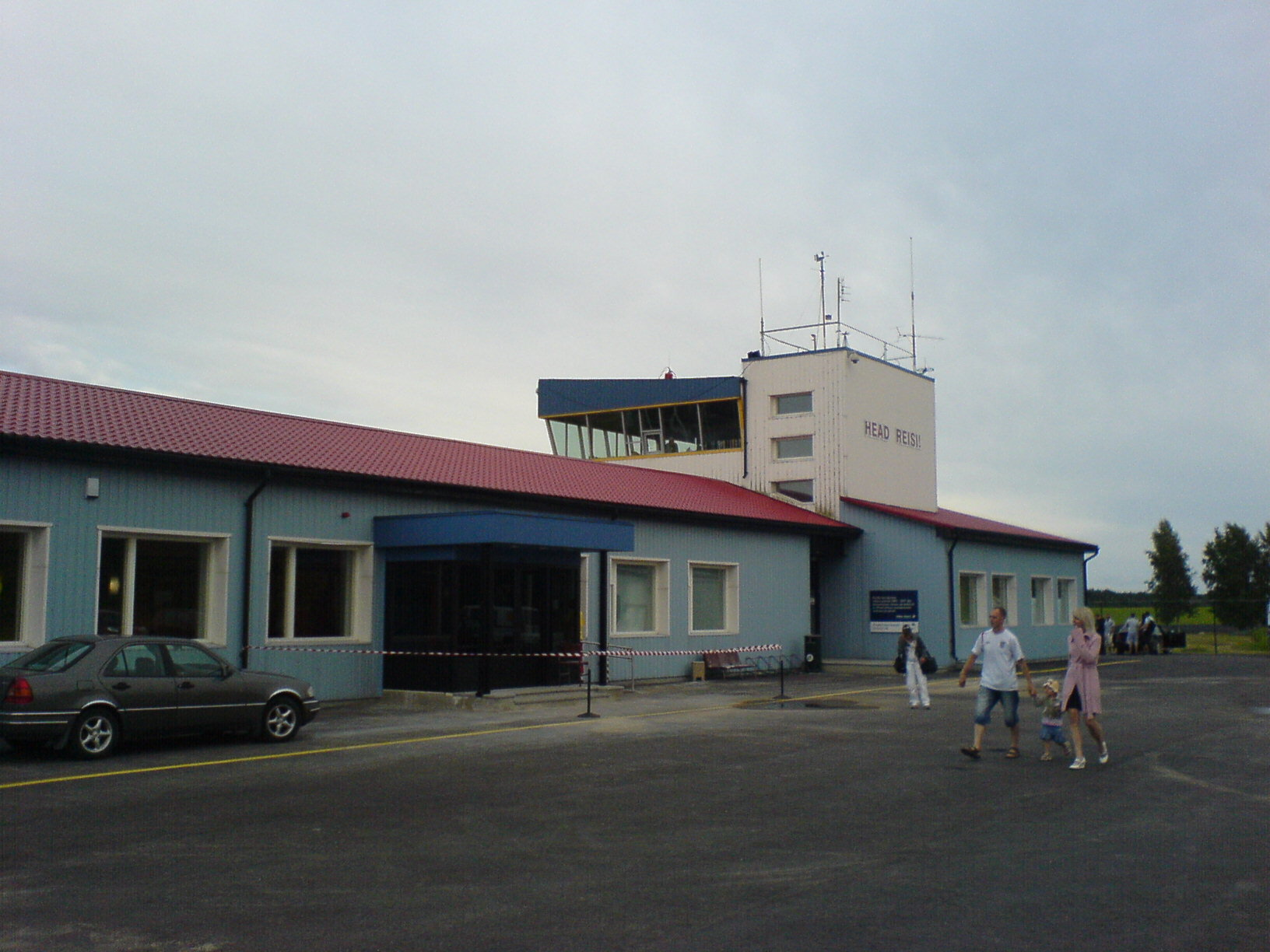
Luchthaven Kärdla